# Hibiscus burtt-davyi
Hibiscus burtt-davyi là một loài thực vật có hoa trong họ Cẩm quỳ. Loài này được Dunkley mô tả khoa học đầu tiên năm 1935.